# Řehořov
Řehořov (německy Regens) je vesnice, část městyse Kamenice v okrese Jihlava. Nachází se asi 3 km na sever od Kamenice. Prochází zde silnice II/602. V roce 2009 zde bylo evidováno 105 adres. V roce 2001 zde trvale žilo 271 obyvatel.
Řehořov je také název katastrálního území o rozloze 5,86 km2.

## Název
Název se vyvíjel od varianty Rehorns (1377), Rzehorz (1381), Hrzehorzow (1386), Rehorn (1419), Reherns (1517), Rzehorzow (1556), Ržehoržow (1678), Regentz (1718), Regens (1720), Ržehoržow a Regens (1751), Regens a Řehořow (1846), Regens a Řehořov (1872) až k podobě Řehořov v letech 1881 a 1924. Místní jméno vzniklo přidáním přivlastňovací přípony -ov k osobnímu jménu Řehoř, německé pojmenování Regens vzniklo kontaminací s německým osobním jménem Gregor.

## Historie
První písemná zmínka o obci pochází z roku 1381.
Na konci druhé světové války v okolí obce operovala partyzánská skupina, kterou vedl poručík Josef Šrámek. Tato skupina byla aktivně podporována lesním adjunktem Arnoštem Váňou, který se společně se svou ženou Blaženou nastěhoval do hájenky, resp. myslivny (dnes č.p. 80) v Řehořově na konci roku 1943.  
1. července 1989 se stal místní částí Kamenice.

## Přírodní poměry
Řehořov leží v okrese Jihlava v Kraji Vysočina. Nachází se 7 km západně od Měřína, 5,5 km severně od Kamenice, 4,5 km východně od Vysokých Studnic a 3 km jihovýchodně od Věžnic. Geomorfologicky je oblast součástí Česko-moravské subprovincie, konkrétně Křižanovské vrchoviny a jejího podcelku Brtnická vrchovina, v jejíž rámci spadá pod geomorfologický okrsek Řehořovská pahorkatina. Průměrná nadmořská výška činí 605 metrů. Nejvyšší bod, Řehořovský vrch (645 m n. m.), leží jižně od vsi. V severní části stojí Kopeček (627 m n. m.). Na území Řehořova pramení Řehořovský potok, na němž se nachází rybník U Myslivny.

## Obyvatelstvo
Podle sčítání 1930 zde žilo v 79 domech 384 obyvatel. 381 obyvatel se hlásilo k československé národnosti a 3 k německé. Žilo zde 392 římských katolíků a 1 žid.
| Rok            | 1869 | 1880 | 1890 | 1900 | 1910 | 1921 | 1930 | 1950 | 1961 | 1970 | 1980 | 1991 | 2001 | 2011 |
| -------------- | ---- | ---- | ---- | ---- | ---- | ---- | ---- | ---- | ---- | ---- | ---- | ---- | ---- | ---- |
| Počet obyvatel | 495  | 515  | 459  | 460  | 447  | 411  | 384  | 345  | 359  | 340  | 308  | 282  | 271  | 288  |

## Hospodářství a doprava
V obci sídlí firma PENADOP, s.r.o., pobočka České pošty a obchod Jednota, spotřební družstvo Velké Meziříčí – COOP. Obcí prochází silnice II. třídy č. 602 z Měřína do Vysokých Studnic. Dopravní obslužnost zajišťují dopravci ICOM transport, TRADO-BUS a Tourbus. Autobusy jezdí ve směrech Brno, Velké Meziříčí, Jihlava, Tábor, Písek, Strakonice, Velká Bíteš, Puklice, Kamenice, Měřín Velké Meziříčí a Náměšť nad Oslavou. Obcí prochází zeleně značená turistická trasa z Kameničky do Nadějova.

## Školství, kultura a sport
Místní děti dojíždějí do základní školy v Kamenici. Působí zde Sbor dobrovolných hasičů Řehořov.

## Pamětihodnosti
- Kaplička
- Pamětní kámen u lesa
- Boží muka u vsi
- Sloup se sochou sv. Jana Nepomuckého